# Werner Coetser
Werner Coetser (* 2. März 1988) ist ein südafrikanischer Schauspieler.

## Leben
Coetser wurde am 2. März 1988 in Südafrika geboren und erhielt ab 2009 Schauspielunterricht an der BaDa. Er ist verheiratet und Vater von zwei Kindern.
2010 gab Coetser im Spielfilm Susanna Van Biljon in der Rolle des Hennie sein Filmschauspieldebüt. Bekanntheit erlangte er durch seine Rolle des Bernard Jordaan in der Fernsehserie 7de Laan. 2021 stellte er in 270 Episoden der Fernsehserie Getroud met rugby die wiederkehrende Rolle des Blitz dar. Seit 2022 spielt er in der Fernsehserie Diepe Waters mit und war bisher in über 330 Episoden mitspielte. 2023 spielte er im Fernsehfilm Wegbreek die Hauptrolle des Frans. Im Sommer 2024 wurde bekannt, dass er im Netflix Original One Piece die Rolle des Riesen Woogey spielen wird.

## Filmografie (Auswahl)
- 2010: Susanna Van Biljon
- 2012: Spoor(loos) (Kurzfilm)
- 2016: 7de Laan (Fernsehserie, Episode 1x3742)
- 2021: Getroud met rugby (Fernsehserie, 270 Episoden)
- seit 2022: Diepe Waters (Fernsehserie)
- 2023: Wegbreek (Fernsehfilm)